# THE FACE (음반)
《THE FACE》는 보아가 일본에서 발매한 6번째 정규 앨범이다. 원래 25번째 싱글 〈be with you.〉와 함께 2008년 2월 20일에 발매될 예정이었으나, 예정보다 한 주 늦춰져 2월 27일에 발매되었다.
이 앨범은 5번째 정규 앨범 《MADE IN TWENTY (20)》 이후에 발매된 싱글들로 채워졌다. 싱글 〈Sweet Impact〉, 〈LOVE LETTER〉, 〈LOSE YOUR MIND〉, 〈be with you.〉에 수록된 7곡과, 신곡 8곡이 수록되어 CD반과 CD+DVD반의 경우 15곡이 수록되어 있고, CD+2DVD반의 경우 보아가 참여한 SEAMO의 노래 〈Hey Boy, Hey Girl feat.BoA〉가 보너스 트랙으로 수록되어 총 16곡이 수록되어 있다. 
특히, 전까지 CD반, CD+DVD반의 2가지로 발매되던 형태에서 하나를 더해, DVD를 하나 더 얹은 CD+2DVD반까지 총 3가지 형태로 발매되었다. 하나의 DVD에는 싱글곡들의 뮤직비디오가 수록되었고, 나머지 하나의 DVD에는 2007년 동안 보아가 했던 라이브 공연들을 뽑아서 수록했다. 앨범이 3가지 형태로 발매됨에 따라, 자켓 사진도 총 3가지로 찍었는데, 앨범의 제목처럼 얼굴에 화장을 하는 모습을 주제로 촬영되어 있다.
보아는 이 앨범에 수록된 4곡의 작사·작곡에 참여했다. 6번째 곡 〈Girl In The Mirror〉에는 AKIRA와 공동 작곡에 나섰고, 싱글 수록곡 〈LOVE LETTER〉와 〈Smile again〉, 그리고 신곡 〈ギャップにやられた! (갭에 당했다!)〉에는 작사에 도전했다.

## 수록곡
CD
1. AGGRESSIVE
  - 작사 : 와타나베 나쓰미 / 작곡 : Daniel Pandher & Tommy La Verdi / 편곡 : h-wonder
  - 보아가 직접 출연한 삼푸(유니레버 재팬 'mod's hair Heat Salon 에스테 시리즈') 광고 음악으로 사용된 댄스곡이다.
2. Sweet Impact
  - 작사 : 소노다 료지 / 작곡·편곡 : 하라 가즈히로
  - 2007년 4월 25일 발매된 22번째 싱글이다. 〈Sweet Impact〉를 참고.
3. My way, Your Way feat.WISE
  - 작사 : 소노다 료지 / 랩 작사 : WISE / 작곡·편곡 : Daisuke"D.I"Imai
  - 다정하게 교제하던 두 사람이 즐거웠던 추억을 회상하면서 이별을 준비하고, 더 강해지리라 다짐한다는 내용의 미디엄 템포 곡으로, 일본의 힙합 뮤지션 WISE가 참여했다.
4. be with you.
  - 작사 : Satomi / 작곡·편곡 : h-wonder
  - 2008년 2월 20일 발매된 25번째 싱글이다. 〈be with you.〉를 참고.
5. LOSE YOUR MIND feat.Yutaka Furukawa from DOPING PANDA
  - 작사 : 후지바야시 쇼코 / 작곡 : Jonas Jeberg, Simon Brenting, Damon Sharpe, Greg Lawson / 편곡 : h-wonder
  - 2007년 12월 12일 발매된 24번째 싱글이다. 〈LOSE YOUR MIND〉를 참고.
6. Girl In The Mirror 
  - 작사 : 후지바야시 쇼코 / 작곡 : 보아, AKIRA / 편곡 : AKIRA
  - 보아가 작곡에 참여한 댄스곡으로, 거울을 통해 자신의 모습을 다양하게 변신해 본다는 내용의 가사를 담고 있다.
7. Happy Birthday
  - 작사 : 무라노 촉큐 / 작곡 : 나리모토 도모미 / 편곡 : NAOKI-T
  - 헤어진 연인의 생일을 홀로 축하하면서 그리워한다는 내용의 잔잔한 미디엄 템포 곡으로, 보아가 직접 출연한 휴대 전화(토시바 'W56T')의 광고 음악으로 사용되었다. 메인 보컬 뒤로 후렴구에 전체적으로 깔리는 화음도 보아가 직접 녹음한 것이다.
8. Diamond Heart
  - 작사 : 니시다 에미 / 작곡·편곡 : ArmySlick
  - 2007년 9월 26일 발매된 23번째 싱글 〈LOVE LETTER〉의 커플링 곡이다. 〈LOVE LETTER〉를 참고.
9. LOVE LETTER
  - 작사 : 보아, 와타나베 나쓰미 / 작곡 : 구즈야 요코 / 편곡 : YANAGIMAN
  - 2007년 9월 26일 발매된 23번째 싱글이다. 〈LOVE LETTER〉를 참고.
10. BRAVE 
  - 작사 : EMI K. Lynn / 작곡 : 스야마 준 / 편곡 : 히라타 쇼이치로
  - 꿈을 믿고 목표에 다가간다는 내용의 가사를 담고 있는 록 스타일의 곡이다.
11. ギャップにやられた! 갭(Gap, 차이)에 당했다!
  - 작사 : 보아 / 작곡·편곡 : AKIRA
  - 좋아하지 않는 타입의 상대이지만 어느 순간 숨겨진 매력을 찾고 예상 외의 연애를 시작한다는 내용의 가사로, 보아가 직접 작사했다.
12. Style 
  - 작사 : H.U.B / 작곡·편곡 : 다나카 나오
  - 있는 그대로 자신을 봐주길 바란다는 내용의 가사를 담고 있는 강한 느낌의 댄스곡으로, 앨범 《OUTGROW》의 타이틀 곡 〈OUTGROW~Ready Butterfly~〉을 작곡했던 다나카 나오가 작곡했다.
13. Smile again
  - 작사 : 보아 / 작곡·편곡 : 다나카 나오
  - 2007년 12월 12일 발매된 24번째 싱글 〈LOSE YOUR MIND〉의 커플링 곡이다. 〈LOSE YOUR MIND〉를 참고.
14. Beautiful Flowers
  - 작사 : 후지바야시 쇼코 / 작곡·편곡 : h-wonder
  - 2007년 9월 26일 발매된 23번째 싱글 〈LOVE LETTER〉의 커플링 곡이다. 〈LOVE LETTER〉를 참고.
15. Best Friend 
  - 작사·작곡·편곡 : HIRO
  - 잔잔한 미디엄 템포 곡으로, 항상 상냥하게 대해주고 힘들 때 격려해주었던 친구를 생각하면서 영원한 베스트 프렌드라고 고백하는 내용의 가사를 담고 있다. 니혼테레비에서 매주 일요일 방영되는 정보 프로그램 '더 선데이'의 엔딩곡으로 2008년 2월부터 사용되었다. 희망적이고 따뜻한 느낌의 가사 덕분에 보아의 라이브 투어 콘서트 《BoA LIVE TOUR 2008 ~THE FACE~》를 정리하는 마지막 곡으로도 사용되었다.
16. Hey Boy, Hey Girl feat.BoA / SEAMO (CD+2DVD반 보너스 트랙)
  - 작사 : 다카다 나오키 / 작곡 : 다카다 나오키, Shintaro“Growth”Izutsu
  - 일본의 랩퍼 SEAMO의 3번째 정규 앨범 《Round About》에 수록된 곡이다. 교제 중인 연인이 서로의 사랑을 확인하며 기쁨을 느낀다는 가사의 곡으로, 작사·작곡은 SEAMO 본인(다카다 나오키가 본명)이 했다. 이 곡으로 SEAMO와 보아는 함께 음악 프로그램에 출연하기도 했다. 보너스 트랙으로 이 앨범에 실리기는 했지만, 대한민국에 발매된 라이선스 반에는 권리상의 문제로 수록되지 못했다.

DVD
- DISC 1
  1. Sweet Impact (Music Clip)
  2. LOVE LETTER (Music Clip)
  3. LOSE YOUR MIND (Music Clip)
  4. be with you. (Music Clip)

  - CD+2DVD반 보너스 영상
    1. BoA TV -THE FACE of BoA-
    2. THE FACE 전곡 해설

- DISC 2
  - BoA 2007 LIVE WORKS! 
    - 라이브 공연 《BoA THE LIVE "X'mas"》 영상
      1. LOVE LETTER
      2. キミのとなりで
      3. Winter Love
      4. First snow
      5. make a secret
      6. コノヨノシルシ
      7. Diamond Heart
      8. LOSE YOUR MIND

    - 라이브 투어 《BoA ARENA TOUR 2007 MADE IN TWENTY (20)》 영상
      1. DO THE MOTION
      2. Lady Galaxy
      3. 七色の明日~brand new beat~
      4. Sweet Impact

    - 라이브 투어 《m-flo TOUR 2007 COSMICOLOR@YOKOHAMA ARENA》 영상
      1. the Love Bug / m-flo♥BoA

    - 라이브 공연 《Rhythm Nation 2007》 영상
      1. LOSE YOUR MIND
      2. QUINCY
      3. メリクリ